# Bredfield
Bredfield – wieś w Anglii, w hrabstwie Suffolk. Leży 14 km na północny wschód od miasta Ipswich i 121 km na północny wschód od Londynu.